# Ludwig Vorgrimler
Ludwig Vorgrimler (* 7. September 1912 in Freiburg im Breisgau; † 23. Februar 1983) war ein deutscher Ingenieur, Waffenkonstrukteur und Erfinder, der mit der Entwicklung von automatischen Schusswaffen vom Typ des Rückstoßladers mit einem beweglich abgestützten, im Gegensatz zu einem fest verriegelten, Rollenverschluss bekannt geworden ist. Sein Beitrag ist also die Innovation vom rollenverriegelten zum rollenverzögerten Verschlusssystem aufschießender Selbstladegewehre.
Nach seiner Zeit am französischen Centre d’Etudes et d’Armament de Mulhouse (CEAM) unter Theodor Löffler unmittelbar nach dem Ende des Zweiten Weltkrieges und der Entwicklung des spanischen CETME-Gewehrs unter Werner Heynen begründete er die Tradition der Rollenverschlusswaffen von Heckler & Koch.

## Frühe Karriere
Geboren in Freiburg im damaligen Deutschen Reich, arbeitete Vorgrimler als Ingenieur für mehrere Waffenhersteller. Er arbeitete von Januar bis November 1936 kurz für Krupp. Von dort wurde er von Ott-Helmuth von Lossnitzer (1898–1989) abgeworben, dem damaligen Direktor der Mauserwerke. Vorgrimler blieb während des gesamten Zweiten Weltkriegs und darüber hinaus bis August 1945 bei Mauser. Er wurde schließlich der Abteilung 37 zugeordnet, die für militärische Kleinwaffen bis zu 15 mm Kaliber verantwortlich war. Vorgrimler leitete die für den Bau von Flugzeugwaffen zuständige Abteilung. Im Januar 1944 erhielt Vorgrimler den Befehl, ein schweres Maschinengewehr zu konstruieren, das das damals für militärische Gewehre entwickelte rollenverzögerte Rückstoßsystem verwendete. Als Antwort versuchte Vorgrimler, das gasdruckladende rollenverriegelte MG 215 in ein rollenverzögertes System umzuwandeln. Die Arbeit wurde bis zum Ende des Zweiten Weltkriegs nicht abgeschlossen. Vorgrimler behauptete später, dass er auch an der Entwicklung des MG 45, eine Umwandlung des rollenverriegelten MG 42 zum rollenverzögerten Betrieb teilnahm.

## Nach dem Zweiten Weltkrieg
Nach dem Ende des Krieges wurde Mausers Entwicklungsgruppe Abteilung 37 unter die Kontrolle der französischen Abteilung des Kriegsministeriums Direction des Etudes et Fabrication d’Armament (DEFA) gestellt. Die Mauser-Fabrik wurde umbenannt in DEFA Entwicklungszentrum, Oberndorf am Neckar. Die Franzosen setzten ihre Arbeit bis 1946 fort, als Arbeiter und Ausrüstung in das Gebiet von Mülhausen im Elsass verlegt wurden. Dies wurde das Centre d’Etudes et d’Armament de Mulhouse (CEAM). Die Übertragung des Betriebes nach Mülhausen wurde bis März 1948 abgeschlossen. Im Februar 1948 war Vorgrimler dem Mauser-Ingenieur Theodor Löffler für die Entwicklung rollenverzögerter Karabiner für Frankreich zugeteilt. Sie arbeiteten separat an Karabinern für die experimentelle Patrone 7,65 × 35 mm, die von der Cartoucherie de Valence entwickelt worden war. Ihre Entwicklung basierte auf dem Prototyp des Sturmgewehrs 45, der noch vor dem Ende des Krieges bei Mauser in der Entwicklung gewesen war. Die Franzosen gaben schließlich ihre 7,65×35-mm-Patrone zugunsten der US-Patrone .30 Carbine auf. Vorgrimler und Löffler machten sich dann daran, Karabiner mit rollenverzögertem Verschluss für die letztere Patrone zu entwickeln. Letztendlich haben sich Löfflers Entwürfe durchgesetzt. Vorgrimler widmete sich dann der Verbesserung der Entwürfe von Löffler. Schließlich wurde Vorgrimler der Arbeit überdrüssig und verließ die CEAM Ende Juni 1950.
Vorgrimler wurde nun von CETME in Spanien unter der Leitung von Werner Heynen eingestellt. Die Franzosen versuchten zunächst, ihn davon abzuhalten, Frankreich zu verlassen, aber Vorgrimler und Familie wurde schließlich erlaubt, im September 1950 nach Madrid zu ziehen. Dort angekommen, arbeitete Vorgrimler an einem rollenverzögerten Verschluss, der für die Verwendung mit der experimentellen 7,92×40-mm-Patrone vorgesehen wurde. Ehemalige Rheinmetall-Ingenieure unter der Leitung von Hartmut Menneking hatten bereits einen neunmonatigen Vorsprung mit ihrem gasdruckladenden CETME Modelo 1, aber Vorgrimler und sein Team von ehemaligen Mauser-Ingenieuren stellten ihren rückstoßladenden CETME Modelo 2-Prototyp im Dezember 1950 fertig. Die spanische Regierung wählte das CETME Modelo 2 für die weitere Entwicklung im Juli 1952 aus.

## CETME Modelo B
Neben dem Interesse in Spanien, zog das CETME Modelo 2 auch die Aufmerksamkeit des Bundesgrenzschutzes auf sich, welcher zu der Zeit ein neues Dienstgewehr suchte. Nicht bereit, eine Patrone außerhalb der NATO-Spezifikation zu akzeptieren, baten die Deutschen CETME, eine 7,62×51-mm-NATO-Version (.308 Winchester) des Gewehrs zu entwickeln. Aufgrund eines Missverständnisses der deutschen Anfrage entwickelte CETME allerdings eine 7,62×40-mm-Version der 7,92×40-mm-Patrone. Die Deutschen mussten dann richtigstellen, dass sie tatsächlich eine Version für den Standard 7,62 × 51 mm NATO haben wollten. Stattdessen wurde das resultierende CETME Modelo A für die 7,62×51-mm-CETME-Munition gekammert, die identische Kammerabmessungen, aber eine reduzierte Leistung im Vergleich zu der Standard NATO-Patrone hatte. Die Weiterentwicklung des CETME Modelo 2 führte zur Entwicklung des CETME Modelo B, das mit Hilfe von Heckler & Koch verbessert und einige Modifikationen erhalten hatte, darunter die Fähigkeit, mit einem geschlossenen Bolzen sowohl im halbautomatischen als auch im automatischen Feuermodus zu schießen. Unterschiedlich waren der Blechhandschutz (bei früheren Modellen war das beiklappbare Zweibein der Vordergriff), verbesserte Ergonomie und ein etwas längerer Lauf mit einem Granatbecher. Im Jahr 1958 wurde dieses Gewehr bei der spanischen Armee als Modelo 58 eingeführt. Für seine Bemühungen bei der Entwicklung des Gewehrs wurde Vorgrimler die Encomienda de Alfonso X el Sabio verliehen.
Im Jahr 1956 hatte der Bundesgrenzschutz seine geplante Beschaffung des CETME-Gewehrs abgesagt und stattdessen das FN FAL von FN Herstal bestellt, welches als G1 an die Truppe ausgegeben wurden. Die neu gebildete Bundeswehr zeigte jedoch Interesse für Vorgrimlers Arbeit und kaufte bald eine Reihe von CETME-Gewehren für weitere Tests. Das CETME Modelo B wurde dann als das Gewehr G3 bekannt, es konkurrierte erfolgreich gegen das SIG SG 510, das G2 und das G4 (AR-10), um das zuvor favorisierte G1 zu ersetzen. Im Januar 1959 nahm die Bundeswehr das CETME-Gewehr offiziell an. Das CETME-Design wurde von der westdeutschen Regierung lizenziert und die Produktion wurde an die deutschen Hersteller Heckler & Koch und Rheinmetall übertragen. Heckler & Koch fuhr anschließend fort, eine ganze Familie von Waffen auf der Grundlage des HK33-Gewehrs zu entwickeln, darunter das HK21 und die MP5-Maschinenpistole.

## Spätere Jahre
Im Sommer 1956 zog Vorgrimler zurück nach Westdeutschland. Trotz der Rekrutierungsbemühungen des Technikdirektors von Heckler & Koch und ehemaligen Kollegen der Mauser-Abteilung 37 Alex Seidel kehrte Vorgrimler zu Mauser als Leiter für Forschung und Entwicklung zurück. Bis dahin waren Mauser und CETME in eine Arbeitsallianz eingetreten. Bald darauf entwickelte Vorgrimler ein begleitendes Maschinengewehr auf Basis des CETME-Gewehrdesigns. Während es kommerziell erfolglos war, inspirierte es Jahre später das Hecker & Koch HK21.
Vorgrimler erhielt weiterhin Patente für seine Arbeit in den 1960er und 1970er Jahren. Dazu gehörten Arbeiten an kommerziellen Sportgewehren, hülsenlosen Infanteriegewehren und einer automatischen Kanone mit Mauser und den Industriewerken Karlsruhe.

## Quelle
- Vorgrimler, Ludwig, Entwicklungsgeschichte CETME-Gewehr – Deutsches Bundeswehrgewehr G3, 1977.